# Bactromyia zhumanovi
Bactromyia zhumanovi là một loài ruồi trong họ Tachinidae.